# HD 316285
HDE 316285 je modra nadorjakinja v ozvezdju Strelca. Je kandidat za svetlo modro spremenljivko in leži okoli 6.000 svetlobnih let stran proti galaktičnemu centru.

## Odkritje
HD 316285 je bila označena leta 1925 kot nenavadna zvezda, ki ima v svojem spektru črte P Laboda, črte z emisijskimi kot tudi z absorbcijskimi črtami, ki so odmaknjene zaradi Dopplerjevega efekta. Klasificirana je bila kot berilijeva zvezda, četudi je sedaj znana kot nadorjakinja, kjer se izključuje berilijeve zvezde, vključena pa je bila tudi v Katalog observatorija Mount Wilson B in A zvezd s svetlimi črtami vodika (MWC) pod oznako 272. Leta 1956 so sporočili, da je taka emisija nastala zaradi razširjajoče se atmosfere in ne zaradi obzvezdnega diska mlajših berilijevih zvezd. Leta 1972 so odkrili, da ima infrardeči presežek, nenavadno veliko emisijo infrardečih valovnih dolžin zaradi obkrožajočega toplega prahu.
Leta 1961, je bila HD 316285 katalogizirana kot planetarna meglica BI3-11, čeprav je bila ta uvrstitev hitro dvomljiva.

## Spremenljivost
HD 316285 je na seznamu Splošnega kataloga spremenljivk kot zvezda spremenljivka berilijevega tipa, z nihanjem okoli 1 desetino magnitude. Mednarodni katalog zvezd spremenljivk jo je uvrstil v kategorijo spremenljivk S Zlate ribe in je kandidat za svetle modre spremenljivke.

## Lastnosti
Spekter kaže, da ima HD 316285 samo 1,5-krat več vodika kot helija in veliko ogljika, dušika in kisika, torej je že kar stara zvezda. Izračunali so, da izgublja maso s hitrostjo 1 sončeve mase vsakih 4.000 let zaradi zvezdnega vetra.
HD 316285 je bila identificirana kot možni tip II-b ali IIn supernove, kjer se modelira in izračuna usodo zvezd, ki so 20 ali 25-krat masivnejše od našega Sonca. Ugotovili so, da takšne supernove lahko eksplodirajo takoj iz zvezd v fazi svetle modre orjakinje, po življenju v fazi rdeče orjakinje.
Možni spremljevalec je bil odkrit na podlagi helijevih izbruhov materiala iz zvezde HD 316285. To bi bilo povzročeno zaradi curka, ki bi se zvil v spiralno obliko med orbitalnim gibanjem.